# New York Mercantile Exchange
El New York Mercantile Exchange (NYMEX) és una borsa especialitzada en l'energia i els metalls.

## Històric
El Butter and Cheese Exchange of New York va ser originalment una borsa de comerç fundada el 1872 per un grup de negociants en productes lactis, per tal d'intentar estandarditzar els intercanvis sobre aquest mercat.
Deu anys més tard, mentre que altres productes d'origen agrícola eren intercanviats, la borsa va ser rebatejada New York Mercantile Exchange, abreviat en NYMEX.
Al segle xxi, el NYMEX ja no proposa contractes sobre matèries primeres agrícoles però, després d'haver-se fusionat amb el New York Commodities Exchange (COMEX), ha recentrat les seves activitats sobre els productes industrials com l'energia (petroli, gas natural, electricitat) i els metalls (or, argent, platí…).
És la darrera borsa d'aquesta envergadura d'emprar el mètode de la subhasta, els corredors (traders) estableixen les transaccions mitjançant signes corporals al contrari de les borses electròniques com a  euronext.
Nombroses fotos i vídeos s'han tret d'aquesta borsa per il·lustrar els afers econòmics que s'han tractat a la borsa, sobretot la ritual d'obertura amb l'ajut d'una campana. Aquest esdeveniment és sovint patrocinat per una empresa.